# Udo Vach
Udo Vach (* 1950 in Berndorf/Twistetal) ist ein deutscher evangelikaler Theologe, Seelsorger und Autor. Zudem war er Programmdirektor bei ERF Medien in Wetzlar.

## Leben und Wirken
Vach absolvierte eine Ausbildung zum Kaufmann, bevor er sich entschloss, am Theologischen Seminar Dietzhölztal-Ewersbach Evangelische Theologie zu studieren. Danach arbeitete er als Pastor in den Freien evangelischen Gemeinden Lebach, Saarlouis und Haan. Im August 1986 wechselte er zu ERF Medien, wo er bis zu seinem Ruhestand im Juli 2015 mit dem Schwerpunkt Lektorat tätig und für die Zusammenarbeit mit den rund 900 ehrenamtlichen Autoren des Radioprogramms ERF Plus verantwortlich war. An vielen deutschsprachigen Bibelschulen und theologischen Ausbildungsstätten schulte er Verkündiger für die Mitgestaltung von Radioprogrammen und war zu Vorträgen in Gemeinden unterwegs. Als Programmdirektor gehörte er von 1995 bis 2012 zur Gesamtleitung des Senders und prägte durch sein Engagement das theologische Profil von ERF Medien mit.
Vach war ab 1987 Mitglied der Deutschen Evangelistenkonferenz, von 2004 bis 2021 ehrenamtliches Mitglied im Vertrauensrat und zudem von 2007 bis 2012 deren Geschäftsführer. Er wirkte im Medienausschuss des Bundes Freier Evangelischer Gemeinden sowie im Beirat der Zeitschrift „Christsein heute“ mit und ist Autor verschiedener Sachbücher. Vach engagiert sich im Leitungskreis des "Glaube am Montag"-Netzwerks in Deutschland.

## Privates
Vach ist verheiratet und hat drei Kinder und wohnt in Waldsolms-Kröffelbach.

## Veröffentlichungen
- Sehen, was wirklich ist. Predigten im ERF, ERF-Verlag, Wetzlar 1948.
- Niemand ist außer Reichweite: Gott will alle, ERF-Verlag, Wetzlar 2001, ISBN 978-3-895625268.
- Einfach reden ist nicht einfach: Kurzandachten aus der Radiowerkstatt, ERF-Verlag, Wetzlar 2002, ISBN 978-3-895626357.
- Vitamin P: 30 Tage mit ausgewählten Psalmworten, Christliche Verlagsgesellschaft, Dillenburg 2010, ISBN 978-3-89436-802-9.
- Vitamin E: 30 Tage mit ausgewählten Evangelientexten, Christliche Verlagsgesellschaft, Dillenburg 2011, ISBN 978-3-89436-879-1.
- Bleibend ist deine Treu: 42 Andachten zu bekannten Liedern, Christliche Verlagsgesellschaft, Dillenburg 2013, ISBN 978-3-86353-003-7.
- Fürchte dich nicht: 42 Andachten zu geistlichen Liedern, Christliche Verlagsgesellschaft, Dillenburg 2015, ISBN 978-3-86353-133-1.
- Nachgedacht: 30 Andachten zu den Psalmen, Christliche Verlagsgesellschaft, Dillenburg 2017, ISBN 978-3-86353-436-3.

als Mitautor
- mit Michael vom Ende (Hrsg.): Ich wüsste gerne ...: Antworten auf zentrale Lebensfragen, SCM R. Brockhaus, Wuppertal 2006, ISBN 978-3-417-20674-6.
- mit Rolf-Dieter Wiedenmann: Verständlich vom Glauben reden, Christliche Verlagsgesellschaft, Dillenburg 2013, ISBN 978-3-86353-060-0.